# Miloš Jojić
Miloš Jojić (serbisch-kyrillisch Милош Јојић; * 19. März 1992 in Stara Pazova) ist ein serbischer Fußballspieler, der aktuell vereinslos ist.

## Karriere

### Im Verein

#### Jugend
Miloš Jojić begann in frühester Kindheit mit dem Fußballspielen beim Jedinstvo Stara Pazova, einem Verein aus der Stadt Stara Pazova. Nach dem Umzug nach Belgrad setzte er seine Laufbahn in der Jugendabteilung von Partizan Belgrad fort, bei dem er ab seinem zehnten Lebensjahr spielte. In der Jugendakademie von Partizan trainierte er fortan auf dem Trainingsgelände in Zemun mit anderen Jugendspielern des Vereins unter professioneller Leitung.

#### Teleoptik Zemun
Nachdem Jojić für fast alle Jugendmannschaften bei Partizan aufgelaufen war, spielte er zwei Jahre für dessen Farmteam Teleoptik Zemun. Schließlich unterzeichnete er am 24. Januar 2012 einen Vierjahresvertrag als Profi beim Hauptstadtclub. Bis zum Ende der Saison 2011/12 spielte er noch auf Leihbasis bei Teleoptik in der 2. Serbischen Liga. Dort erzielte Jojić in 60 Ligaspielen 14 Tore.

#### Partizan Belgrad
Für Partizan debütierte er am 15. September 2012 am 5. Spieltag der Saison 2012/13 im Alter von 20 Jahren in der serbischen SuperLiga im Heimspiel gegen Hajduk Kula, als er in der 38. Minute für Mannschaftskapitän Saša Ilić eingewechselt wurde. Nur wenige Minuten später traf er beim 5:2-Sieg zum 3:0. Am folgenden Spieltag stand er beim 5:0-Heimsieg gegen Sloboda Užice in der Anfangsformation. Sein Debüt im serbischen Pokalwettbewerb gab Jojić am 31. Oktober 2012 im Achtelfinalspiel gegen Borac Čačak, als er in der Startaufstellung stand und durchspielte. Mit seiner Mannschaft schied er mit einer 1:2-Niederlage aus.
Am 28. Mai 2013 erzielte er am 28. Spieltag mit einem direkten Freistoß das Siegtor zum 1:0 in der 90. Minute im 144. Ewigen Derby gegen Roter Stern; seitdem gilt er als Liebling der Fans. Partizan hatte knapp vor dem Stadtrivalen auf dem ersten Tabellenplatz gelegen, sodass er mit dem Treffer zwei Spieltage vor Schluss die serbische Meisterschaft in letzter Minute vorentschieden und schließlich seine erste Meisterschaft gewonnen hat.
In der Saison 2013/14 entwickelte sich Jojić zum Führungsspieler. In der Hinrunde gelang ihm auch sein erster Doppelpack beim 2:0-Heimsieg gegen Spartak Subotica. Er gehörte trotz seines jungen Alters zu den Leistungsträgern der Mannschaft. Der Offensivspieler bestritt als einziger Profi von Partizan alle Ligaspiele in der Hinrunde und war zudem mit sechs Toren und sieben Vorlagen statistisch bester Spieler der Belgrader. Im Dezember 2013 wurde er schließlich zum „Spieler der Hinrunde“ in Serbiens höchster Spielklasse gewählt.
Mehrere europäische Vereine zeigten nun Interesse an einer Verpflichtung von Jojić, darunter Bayer 04 Leverkusen, Borussia Dortmund und der SSC Neapel, zudem sollen weitere Klubs wie Juventus Turin und der AC Mailand sowie Vereine aus England an ihm interessiert gewesen sein.

#### Borussia Dortmund
Am 31. Januar 2014 wechselte Jojić, nachdem sich der Dortmunder Offensivspieler Jakub Błaszczykowski eine schwere Verletzung zugezogen hatte und deshalb langfristig ausfiel, mit 21 Jahren in die Bundesliga zum BVB. Er unterschrieb einen Vertrag bis zum 30. Juni 2018. Die Höhe der Ablösesumme lag nach Medienberichten zwischen zwei und drei Millionen Euro. Jojić bekam bei der Borussia das Trikot mit der Rückennummer 14 und traf dort auf seinen Nationalmannschaftskollegen Neven Subotić, Landsmann Zlatan Alomerović sowie den gebürtigen bosnischen Serben und Trainerassistenten des Profikaders, Željko Buvač.
Am 4. Februar 2014 debütierte er für die Borussia gegen den Zweitligisten Fortuna Düsseldorf bei einem nichtöffentlichen Testspiel auf dem Trainingsgelände im Dortmunder Stadtteil Brackel. Sein Bundesligadebüt unter Jürgen Klopp absolvierte Jojić am 15. Februar 2014 (21. Spieltag) im Spiel gegen Eintracht Frankfurt. Beim Stande von 3:0 wurde er für Henrich Mchitarjan eingewechselt und traf mit seinem ersten Ballkontakt, 17,84 Sekunden nach seiner Einwechslung, in der 68. Minute zum 4:0-Endstand. Es war das schnellste Tor eines Debütanten und das drittschnellste Jokertor in der Geschichte der Bundesliga. Sowohl für Partizan als auch für Serbiens Nationalelf hatte er in seinem ersten Spiel als Einwechselspieler einen Treffer erzielt. Sein zweites Tor für den BVB erzielte Jojić gegen Borussia Mönchengladbach in seinem dritten Spiel am 16. März, dem 25. Spieltag, nachdem er für Sebastian Kehl eingewechselt worden war und rund 15 Minuten später zum 1:2-Endstand traf. Er kam in der Rückrunde in zehn Spielen zum Einsatz und erzielte dabei vier Tore.
Sein Champions-League-Debüt für Dortmund gab Jojić am 8. April 2014 in der Anfangsformation beim 2:0-Viertelfinalrückspiel-Sieg gegen Real Madrid während der Saison 2013/14. Zugleich war es sein erstes Spiel in der Königsklasse, denn zuvor war er bei Partizan nur in der Qualifikation für Europas höchste Fußballklasse zum Einsatz gekommen.

#### 1. FC Köln
Am 5. Juli 2015 wechselte Jojić zum 1. FC Köln und unterschrieb einen Vertrag bis zum 30. Juni 2019. In Köln lief Jojić mit der Rückennummer 8 auf.

#### Istanbul Başakşehir FK
Am 10. Juli 2018 wechselte Jojić zum türkischen Erstligisten Istanbul Başakşehir. In der Saison 2018/19 kam er jedoch nur zu acht Einsätzen für Başakşehir in der Süper Lig. In der Saison 2019/20 spielte er gar keine Rolle mehr.

#### Wolfsberger AC
Daraufhin wurde er im Januar 2020 an den österreichischen Bundesligisten Wolfsberger AC verliehen. Bis zum Ende der Leihe kam er zu 14 Einsätzen für die Kärntner in der Bundesliga.

#### Rückkehr nach Belgrad
Nach dem Ende der Leihe kehrte er zur Saison 2020/21 zunächst in die Türkei zurück. Im Oktober 2020 verließ er Başakşehir schließlich nach zwei Jahren wieder und kehrte zu Partizan Belgrad zurück. Ende Juni 2022 lief sein Vertrag mit Partizan Belgrad aus, seitdem war er vereinslos.

#### Riga FC
Im Februar 2023 unterschrieb Jojić einen Vertrag beim lettischen Vizemeister Riga FC.

### Nationalmannschaft
Jojić wurde ab 2011 in Serbiens Jugendnationalmannschaften regelmäßig eingesetzt. Bei der U-19-Fußball-Europameisterschaft in Rumänien erzielte er im Eröffnungsspiel beim 2:0-Sieg gegen die Türkei den ersten Treffer. Schließlich kam er mit Serbien bis ins Halbfinale, in dem das Team an Tschechien scheiterte.
Seit 2012 spielt er für die U-21-Auswahlmannschaft, er absolvierte bislang 15 Länderspiele und traf dabei drei Mal. Am 11. Oktober 2013 debütierte er schließlich in Serbiens A-Nationalmannschaft unter Siniša Mihajlović beim Test-Länderspiel und Abschiedsspiel von Dejan Stanković in Novi Sad gegen Japan. Im Stadion Karađorđe markierte er gleich seinen ersten Länderspieltreffer, als er beim 2:0-Sieg in der 90. Minute das zweite Tor erzielte.

## Spielweise
Jojić nimmt meist die Rolle des offensiven Mittelfeldspielers ein. Er kann sowohl hinter den Stürmern als auch auf den Flügeln, überwiegend auf der linken Seite, sowie als Hängende Spitze oder auf der Zehnerposition eingesetzt werden, und gilt daher als vielseitig verwendbarer Offensiv-Allrounder. Sich selbst sieht Jojić am liebsten als Bindeglied zwischen Defensive und Offensive.
Insgesamt gilt er als flexibel, technisch versiert, robust, mit guter Übersicht und Zug zum Tor. Ihn zeichnet ein hohes Maß an Ball- und Passsicherheit aus. Borussia Dortmunds Sportdirektor Michael Zorc bezeichnete Jojić als vielseitig einsetzbaren Akteur mit großem Entwicklungspotenzial.

## Spitzname
In Serbien ist Jojić auch unter seinem Spitznamen Zeko bzw. Zeka („Häschen“) bekannt. Er hatte diesen in seiner Kindheit von einem ehemaligen Nachbarn aus Stara Pazova aufgrund seiner großen Schneidezähne und der damaligen Lücke dazwischen bekommen; gleichzeitig ist er eine Anspielung auf seine Wendigkeit.

## Persönlichkeit
In Serbien gilt er als bescheidener Charakter mit kontrolliertem Temperament, dem übertriebene Extrovertiertheit zuwider ist. Zudem ist er als Bücherwurm bekannt. So sagte Jojić während eines Interviews mit der serbischen Sportzeitung Sportski žurnal: „Ich versuche zu lesen, wann immer ich Zeit habe. Ich lese lieber ein Buch, als mir einen Film anzusehen“. So veröffentlicht er auch immer wieder Schnappschüsse von Buchcovern als Leseempfehlung via Instagram.

## Titel und Erfolge
Serbien
- Halbfinale der U-19-Fußball-Europameisterschaft 2011

Partizan Belgrad
- Serbischer Meister: 2013

Borussia Dortmund
- Deutscher Vizemeister: 2014
- DFB-Pokal-Finalist: 2014
- DFL-Supercup: 2014

Persönliche Auszeichnungen
- Spieler der Hinrunde in der 1. Serbischen Liga: 2013/14